# Poiocera pandora
Poiocera pandora är en insektsart som beskrevs av Gerstaecker 1895. Poiocera pandora ingår i släktet Poiocera och familjen lyktstritar. Inga underarter finns listade i Catalogue of Life.